# 前橋リリカ

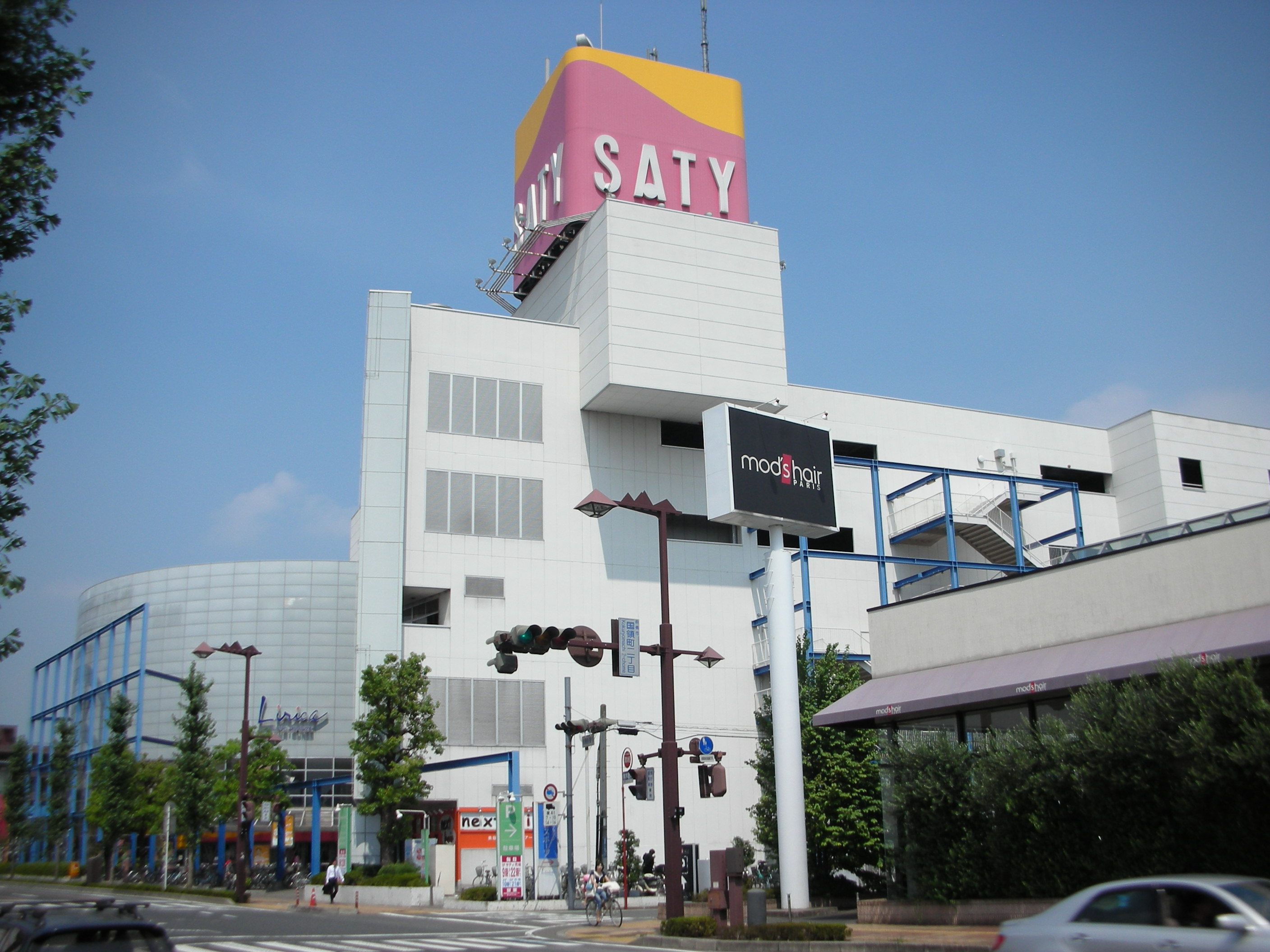
核店舗が前橋サティだった時期の外観

前橋リリカ（まえばしリリカ）は、群馬県前橋市に所在するショッピングセンターである。

## 概要
国道17号線沿いに位置するショッピングセンターである。建物は鉄筋コンクリート構造と鉄骨構造で、地下1階地上6階建てである。1階から3階までが商業施設、地下1階と4階・5階・屋上が駐車場である。隣接するグンゼスポーツクラブとは2階の連絡通路で接続されている。
名称のリリカは、叙情詩を意味する言葉である。
1992年（平成4年）6月に着工し、1993年（平成5年）10月に竣工した。商業施設としては1993年（平成5年）10月20日に開業した。
2010年（平成22年）10月17日に、開業当初より核店舗として営業していた前橋サティが閉店した。
2011年（平成23年）に運営元のグンゼによってリニューアル工事が進められ、12月8日にはカスミやブックオフスーパーバザーが開業した。
カスミは約9年間営業を続け、2021年（令和3年）1月17日に閉店した。カスミ跡地には、マミーマートによる運営の生鮮市場TOPが同年7月17日に開業した。

## 沿革
- 1992年（平成4年）6月 - 着工。
- 1993年（平成5年）
  - 10月 - 竣工。
  - 10月20日 - 開業[1]。
- 2010年（平成22年）10月17日 - 核店舗であった前橋サティが閉店[3]。
- 2011年（平成23年）12月8日 - 核店舗としてカスミが入居する[5]。
- 2021年（令和3年）
  - 1月17日 - 核店舗であったカスミが閉店[5]。
  - 7月17日 - 核店舗として生鮮市場TOPが出店[8]。

## 現在の主なテナント
- 生鮮市場TOP（1階）
- タイトーFステーション（2階）
- ダイソー（2階）
- マックハウス（2階）
- ブックオフスーパーバザール（3階）
- リリカホール（3階）

詳細はショップリストを参照。

## かつて存在したテナント

### 前橋サティ
前橋サティ（まえばしサティ）はかつて当施設の核店舗として株式会社マイカル（旧・ニチイ、現・イオンリテール）が運営していた総合スーパー（GMS）である。
前橋市千代田町に存在していたニチイ前橋店（前橋ショッピングデパート）が1993年（平成5年）をもって閉店し、前橋リリカの核店舗として同年10月20日に移転開業したことが始まりである。
なお、移転前のニチイ前橋店は閉店後2000年（平成12年）に解体され、跡地はにこにこパーキング銀座通り（駐車場）となった。
前橋サティ時代はサティの他に32店舗のテナントが入居していた。営業時間は、1階の食品売場が9時から22時まで、2階と3階の売場が10時から21時までであった。商業施設面積は21,707m2であった。
前橋サティは約17年間営業を続け、2010年（平成22年）10月17日に閉店した。

### その他のテナント

#### 1階
- ハッシュアッシュ〔婦人ファッション〕
- ハニーズ〔婦人ファッション〕
- 銀だこ〔たこ焼き・鯛焼き〕
- ロッテリア〔ファストフード〕
- サーティワンアイスクリーム〔アイスクリーム〕
- カメラのキタムラ〔カメラ・DPE〕
- たかの友梨ビューティクリニック〔エステティック〕
- JTBトラベランド〔旅行代理店〕

#### 2階
- スタジオアリス〔子ども写真館〕
- 和真〔メガネ〕
- カワイ音楽教室〔文化教室〕

#### 3階
- サンリオ〔ファンシー〕
- めばえ教室〔スクール〕
- サティホール〔多目的ホール〕

## 交通アクセス

### 自家用車
- 関越自動車道前橋ICより国道17号を新潟方面へ約6km
- 関越自動車道渋川伊香保ICより国道17号を東京方面へ約10km

### 路線バス
- JR前橋駅より関越交通渋川駅方面行き乗車、敷島学校入口より約1分